# Pedro José de Sousa Lobo
Pedro José de Sousa Lobo (Florianópolis, 29 de junho de 1840 — Joinville, 21 de fevereiro de 1905) foi um agrimensor, advogado e político brasileiro.
Filho de José de Sousa Lobo e de Ana Bernardina da Silva França Lobo, esta filha de Francisco da Silva França. Casou com Adelaide Flora Caldeira de Andrada Lobo, filha de José Bonifácio Caldeira de Andrada. Tiveram treze filhos, dentre os quais Mário de Sousa Lobo e Marinho de Sousa Lobo.
Foi presidente da Câmara em Joinville, na 4ª Legislatura da Primeira República (1895-1899).
Foi deputado à Assembleia Legislativa Provincial de Santa Catarina na 17ª legislatura (1868 — 1869) e na 23ª legislatura (1880 — 1881).
Foi deputado ao Congresso Representativo do Estado de Santa Catarina na 3ª legislatura (1898 — 1900)
Foi capitão comandante da Guarda Nacional de Joinville.